# Tilapiini
Tilapiini – grupa wielu gatunków słodko-, słonawo- i słonowodnych ryb z rodziny pielęgnicowatych (Cichlidae), szeroko rozprzestrzenionych w Afryce, tradycyjnie klasyfikowana w randze plemienia, a wcześniej w randze podrodziny Tilapiinae. Powszechnie są nazywane tilapiami, choć definicja tej nazwy jest problematyczna. Niektóre z nich mają bardzo duże znaczenie ekonomiczne, lokalne i globalne – ich mięso jest cenione ze względu na smak. Zostały introdukowane we wszystkich tropikalnych regionach świata, często silnie zakłócając stan lokalnej ichtiofauny.

## Nazewnictwo
Nazwa Tilapiini pochodzi od nazwy rodzaju typowego, którym jest Tilapia – jeden z najbardziej problematycznych rodzajów pielęgnic afrykańskich. Większość ryb z omawianej grupy początkowo zaliczano właśnie do tego rodzaju. Zlatynizowane słowo tilapia wywodzone jest z języka Buszmenów, w którym oznacza rybę.
W języku polskim pod nazwą tilapie rozumiane są ryby z rodzaju Tilapia – znaczenie bardzo nieścisłe ze względu na historię taksonomiczną tego rodzaju – lub, po częściowym uwzględnieniu tych zmian, ryby z rodzajów Tilapia, Sarotherodon i Oreochromis. W szerszym znaczeniu, zwłaszcza w literaturze naukowej, prawie wszystkie pielęgnice afrykańskie o budowie ciała podobnej do Tilapia i niezaliczane do Haplochromini są nazywane tilapiami (ang. tilapias, tilapiines lub tilapiine cichlids) lub rybami w typie tilapii (tilapia type fish).

## Występowanie
Zasięg występowania tilapii obejmuje większość kontynentu afrykańskiego, poza jego najbardziej północną i południowo-zachodnią częścią. Zasiedliły wody słodkie, słonawe i słone. Niektóre przystosowały się do wód gorących i silnie zasadowych. Liczne gatunki wprowadzono w celach hodowlanych do ponad 150 krajów świata, w tym we wszystkich regionach tropikalnych.

## Budowa, ekologia i biologia
Plan budowy ciała tilapii cechuje się mniejszą specjalizacją niż ciało „nowoczesnych” pielęgnic (głównie Haplochromini). Podstawową cechą morfologiczną różnicującą je od Haplochromini jest budowa kości przyklinowej. Większość gatunków wykazuje szerokie spektrum adaptacji i tolerancji ekologicznej, w zakresie zasadowości, temperatury i zasolenia, np. Alcolapia zasiedlają silnie zasadowe i gorące wody małych jezior w Afryce Wschodniej. Dzięki tym cechom tilapie zachowują większą zdolność przystosowywania się do warunków panujących w nowo zajmowanych siedliskach, a tym samym są mniej narażone na wyginięcie.
U gatunków introdukowanych do hodowli na terenach zalewowych (pola uprawy trzciny cukrowej w Ameryce Środkowej i pola ryżowe w Azji) zaobserwowano unikalną wśród zwierząt skłonność do miniaturyzacji, zarówno rodziców, jak i potomstwa, co jest uznawane za przystosowanie się ryb do zmiennego poziomu wody w zbiorniku. Na przykład Oreochromis esculentus w mniejszych zbiornikach nabywają zdolność do rozrodu wcześniej i przy mniejszych rozmiarach. Również ich ikra ma mniejsze wymiary, ale liczba jaj nie zmienia się w porównaniu z osobnikami żyjącymi w rodzimym środowisku.

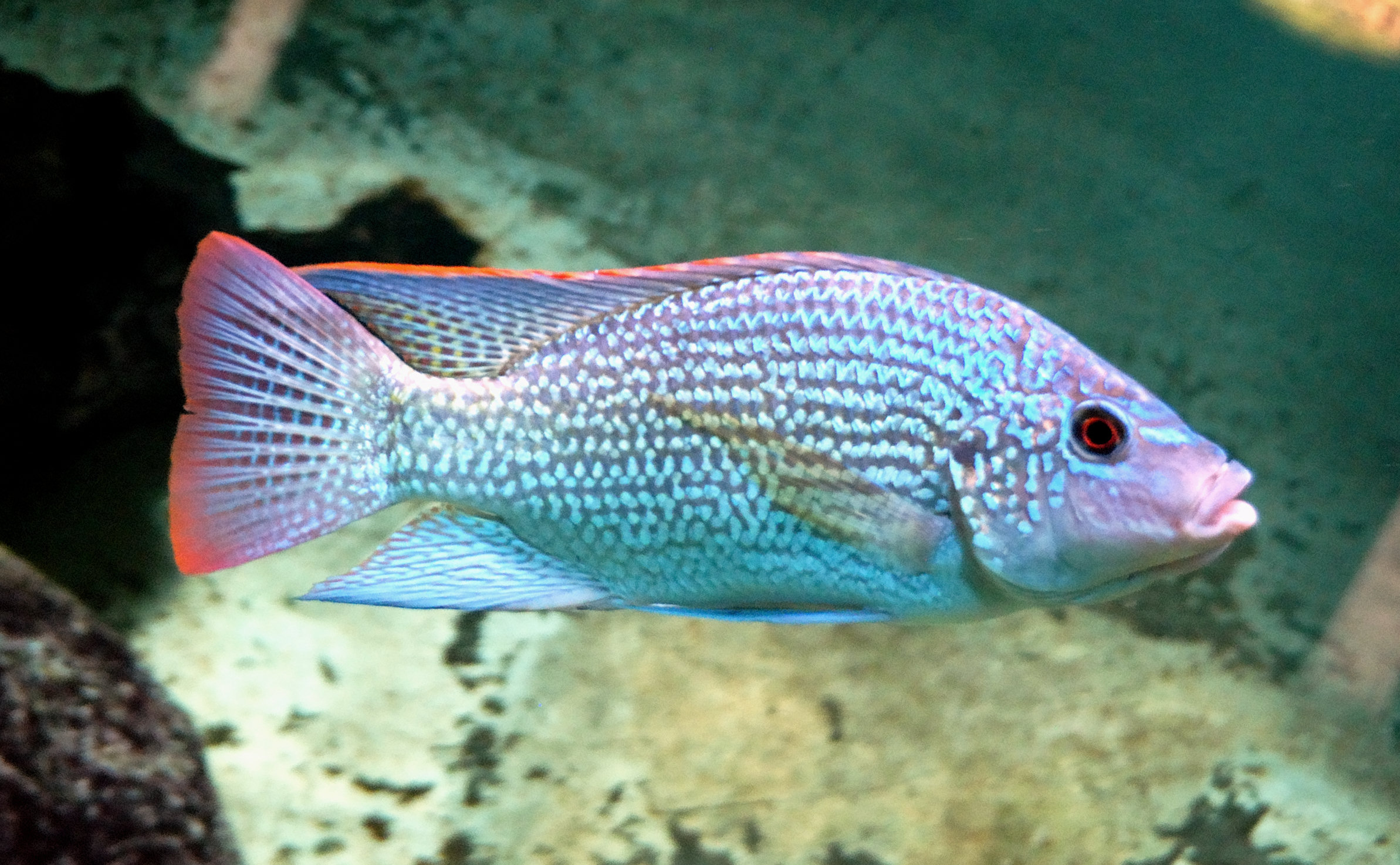
Oreochromis tanganicae

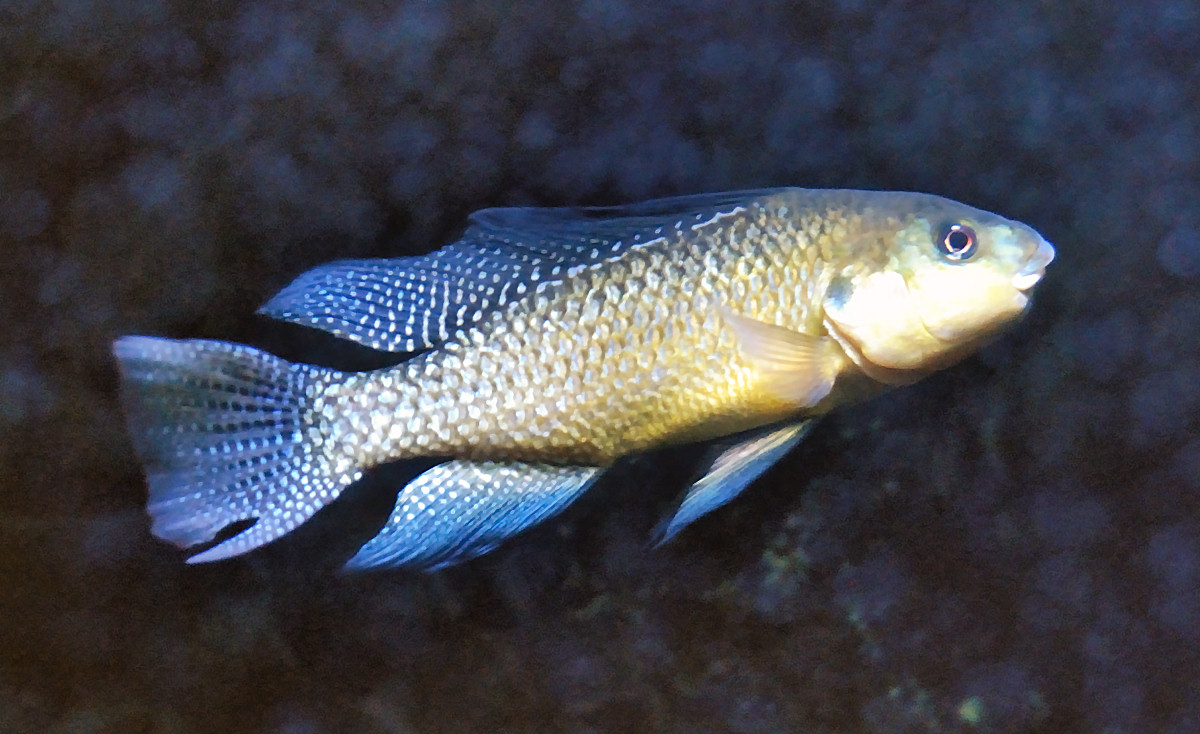
Alcolapia alcalica

### Zachowania rozrodcze
Etolodzy i biolodzy ewolucyjni stwierdzili u tilapii znaczne zróżnicowanie zachowań związanych z opieką nad potomstwem. Wyróżniane są dwa główne typy ekologiczne: gatunki składające ikrę na podłożu, głównie roślinożerne, np. tilapia Zilliego, oraz pyszczaki, żywiące się planktonem roślinnym.
Wśród gatunków składających ikrę na podłożu zazwyczaj samiec wykopuje dla niej dołek, a samica zbiera zapłodnione jaja. Osobnik opiekujący się ikrą, samica lub samiec, wachluje nad nią płetwami dostarczając w ten sposób tlenu niezbędnego dla rozwoju zarodków, a jednocześnie usuwając metabolity. Pielęgnica pilnująca zarodków stanowczo odpędza intruzów.
Druga grupa tilapii charakteryzuje się wyższą specjalizacją strategii rozrodczych. Zapłodniona ikra jest pobierana przez jednego z rodziców, najczęściej przez samicę, do obszernego worka gardzielowego, gdzie jest przechowywana przez cały okres rozwoju zarodków, a nawet dłużej – często dobrze podrośnięte młode kryją się przed niebezpieczeństwem w pysku rodzica. Ta forma opieki wymaga dużego nakładu energetycznego – w czasie inkubacji ryba nie może pobierać pokarmu, a u niektórych gatunków rozwój zarodków trwa do 2 tygodni. Pomiędzy partnerami z grupy pyszczaków nie zawiązują się długotrwałe więzi, samica (u większości gatunków) odpływa z ikrą w pysku, a samiec poszukuje nowej partnerki.
Również pod względem płci osobnika podejmującego opiekę stwierdzono w tej grupie ryb wszystkie możliwe typy opieki spotykane u pielęgnic: u różnych gatunków podejmuje ją samica (wszystkie Oreochromis, Tristramella simonis i Sarotherodon caudomarginatus, samiec (Sarotherodon melanotheron i S. occidentalis) lub oboje rodzice (większość gatunków z rodzaju Tilapia). Wśród pyszczaków najczęściej obowiązki opiekuna przejmuje samodzielnie samica.

## Znaczenie gospodarcze

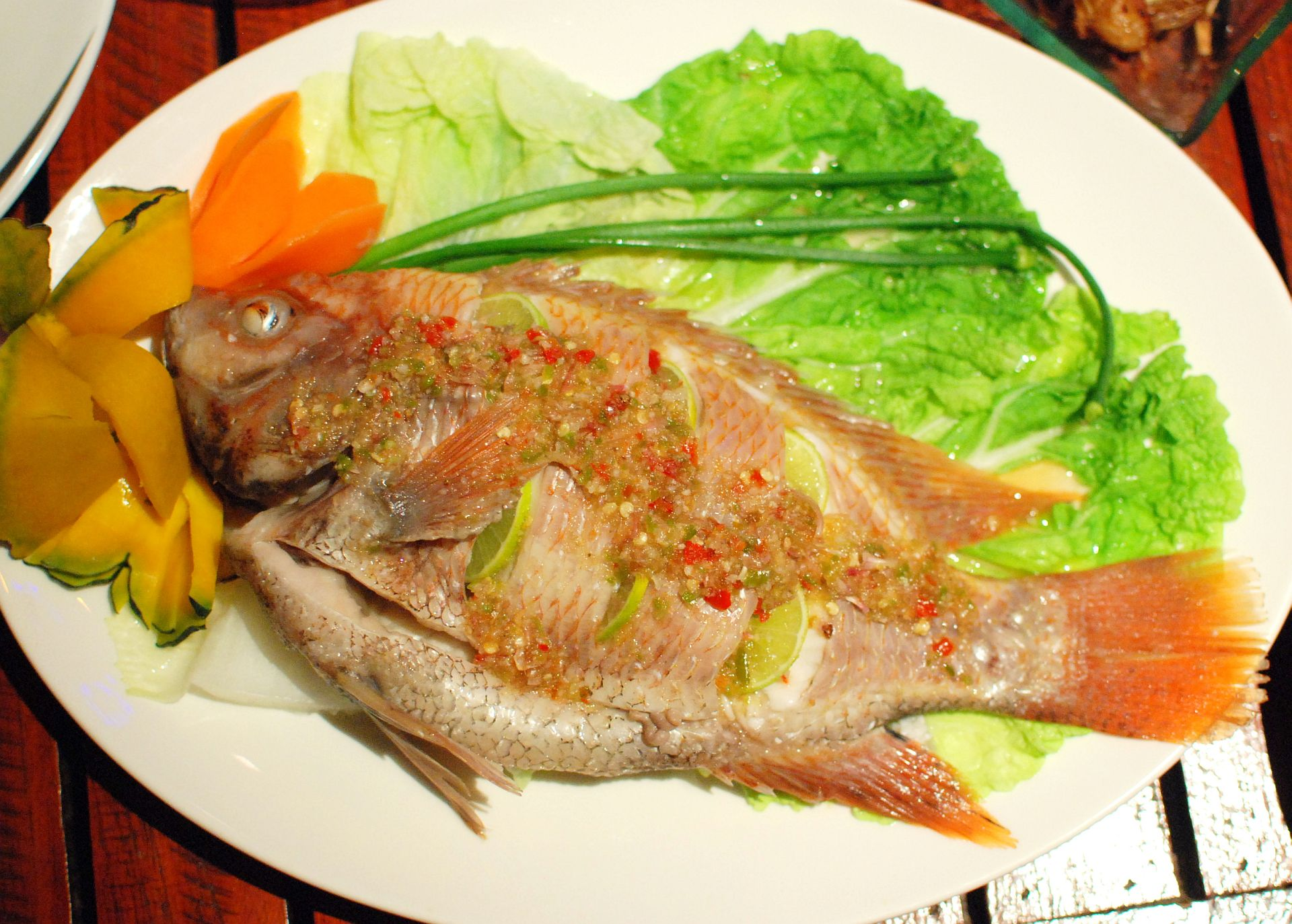
Potrawa z tilapii nilowej

W wielu regionach świata tilapie są hodowane w celach konsumpcyjnych. Ich odporność na zmienne warunki spowodowała, że stały się jednymi z najważniejszych ryb hodowlanych. Niektóre gatunki są przedmiotem handlu dla potrzeb akwarystyki.
Tilapia nilowa (Oreochromis niloticus) była hodowana prawdopodobnie już w starożytnym Egipcie. Miała duże znaczenie w życiu Egipcjan, była częstym motywem w ówczesnej sztuce. Intensywna hodowla tilapii w afrykańskich akwakulturach rozpoczęła się w latach 20. XX wieku. W latach 40. introdukowano je poza Afryką. W Ameryce Północnej stały się powszechne w latach 50. Obecnie w co najmniej 75 krajach prowadzone są mniej lub bardziej intensywne hodowle tych ryb. Niektóre gatunki użytkowe osiągają masę ciała do 1,5 kg. Oprócz tilapii nilowej duże znaczenie gospodarcze ma tilapia mozambijska (O. mossambica) i złota (O. aureus).

## Klasyfikacja
Thys van den Audenaerde zaliczył większość tilapii do rodzaju Tilapia sensu lato, złożonego z wielu podrodzajów. Ethelwynn Trewavas zaproponowała podział Tilapia s. l. na 3 główne rodzaje (obejmujące około 70 gatunków) w zależności od zachowań rozrodczych:
- Tilapia sensu stricto – gatunki składające ikrę na podłożu,
- Sarotherodon – pyszczaki, u których opiekę podejmuje samiec lub oboje rodzice,
- Oreochromis – pyszczaki, u których opiekę podejmuje wyłącznie samica.

Trewavas uważała, że Sarotherodon i Oreochromis wyewoluowały z tilapii składających ikrę na podłożu (substrate-brooding Tilapia). Koncepcja ta została później potwierdzona badaniami molekularnymi. Trewavas zaliczyła do Tilapiini jeszcze 10 innych rodzajów.
Kolejnej rewizji taksonomicznej dokonała Melanie Stiassny w 1991 roku. Z Tilapiini wykluczyła Pelmatochromis, Steatocranus i Pterochromis.
| Regan (1920, 1922) | Trewavas (1983) | Stiassny (1991) | Obecna pozycja rodzaju (Schwarzer et al., 2009) |
| ------------------ | --------------- | --------------- | ----------------------------------------------- |
| Asprotilapia       |                 |                 | Xenotilapia (Ectodini)                          |
| Boulengerochromis  |                 |                 | Boulengerochromini                              |
| Chilochromis       |                 |                 | Chilochromis („Austrotilapiini”)                |
| Cunningtonia       |                 |                 | Cunningtonia (Ectodini)                         |
| Cyathopharynx      |                 |                 | Cyathopharynx (Ectodini)                        |
| Cyphotilapia       |                 |                 | Cyphotilapini                                   |
|                    | Danakilia       | Danakilia       | Danakilia („Oreochromini”)                      |
| Gephyrochromis     |                 |                 | Gephyrochromis (Haplochromini)                  |
| Heterochromis      |                 |                 | Heterochromis                                   |
|                    | Iranocichla     | Iranocichla     | Iranocichla („Oreochromini”)                    |
|                    | Konia           | Konia           | Konia („Oreochromini”)                          |
| Limnochromis       |                 |                 | Limnochromini                                   |
| Limnotilapia       |                 |                 | Limnotilapia (Tropheini)                        |
| Lobochilotes       |                 |                 | Lobochilotes (Tropheini)                        |
|                    | Myaka           | Myaka           | Myaka („Oreochromini”)                          |
| Neotilapia         | Oreochromis     | Oreochromis     | Oreochromis („Oreochromini”)                    |
| Ophthalmotilapia   |                 |                 | Ophthalmotilapia (Ectodini)                     |
| Parachromis        | Tristramella    | Tristramella    | Tristramella („Oreochromini”)                   |
| Pelmatochromis     | Pelmatochromis  |                 | Pelmatochromis (Pelmatochromini)                |
| Perissodus         |                 |                 | Perissodus (Perissodini)                        |
| Petrochromis       |                 |                 | Petrochromis (Tropheini)                        |
|                    | Pungu           | Pungu           | Pungu („Oreochromini”)                          |
| Simochromis        |                 |                 | Simochromis (Tropheini)                         |
|                    | Stomatepia      | Stomatepia      | Stomatepia („Oreochromini”)                     |
|                    | Steatocranus    |                 | Steatocranus („Austrotilapiini”)                |
|                    | Pterochromis    |                 | Pterochromis (Pelmatochromini)                  |
| Tilapia            | Tilapia         | Tilapia         | takson parafiletyczny                           |
|                    | Sarotherodon    | Sarotherodon    | Sarotherodon („Oreochromini”)                   |
| Tropheus           |                 |                 | Tropheus (Tropheini)                            |
| Tylochromis        |                 |                 | Tylochromis (Tylochromini)                      |

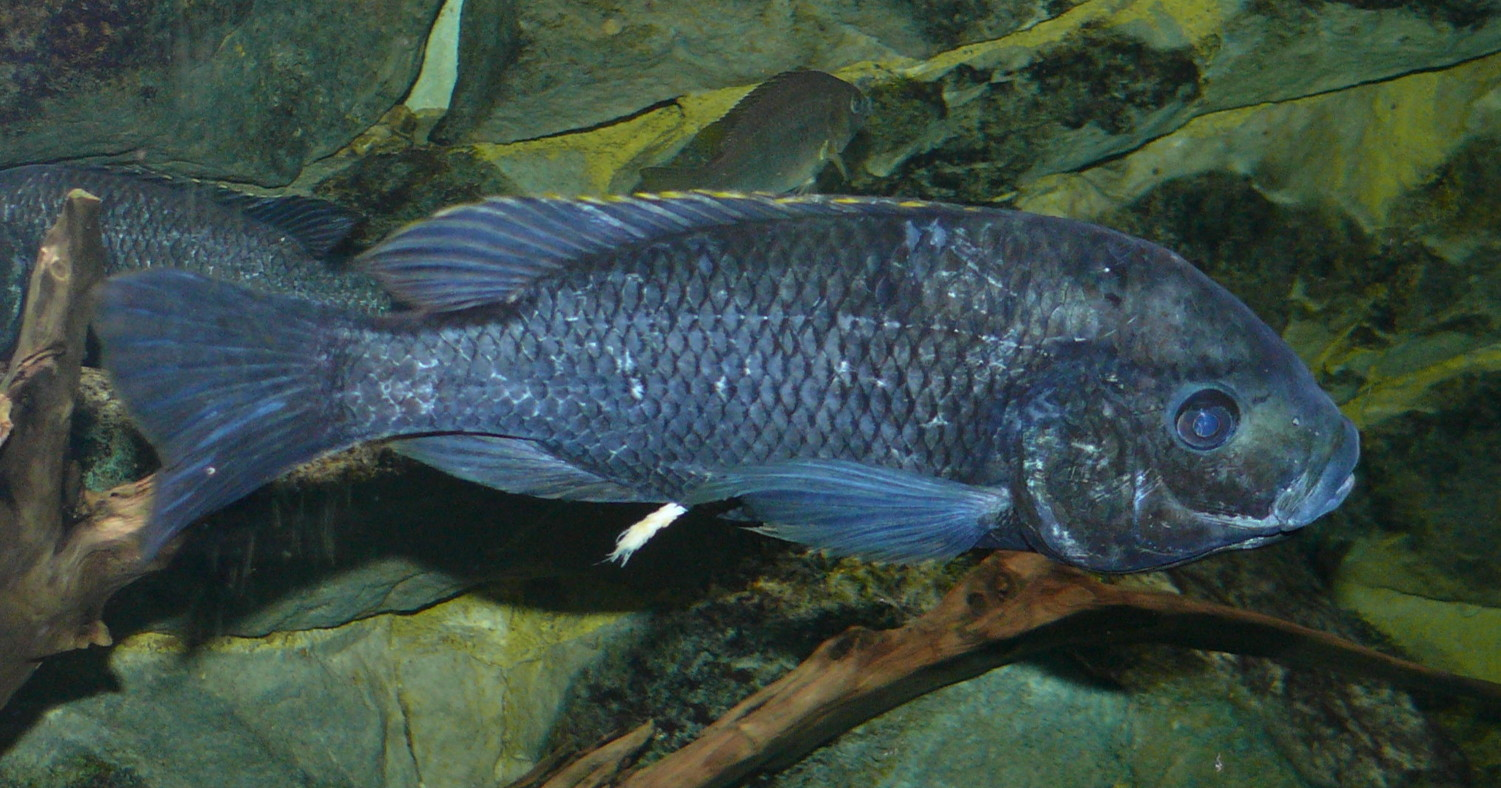
Oreochromis squamipinnis

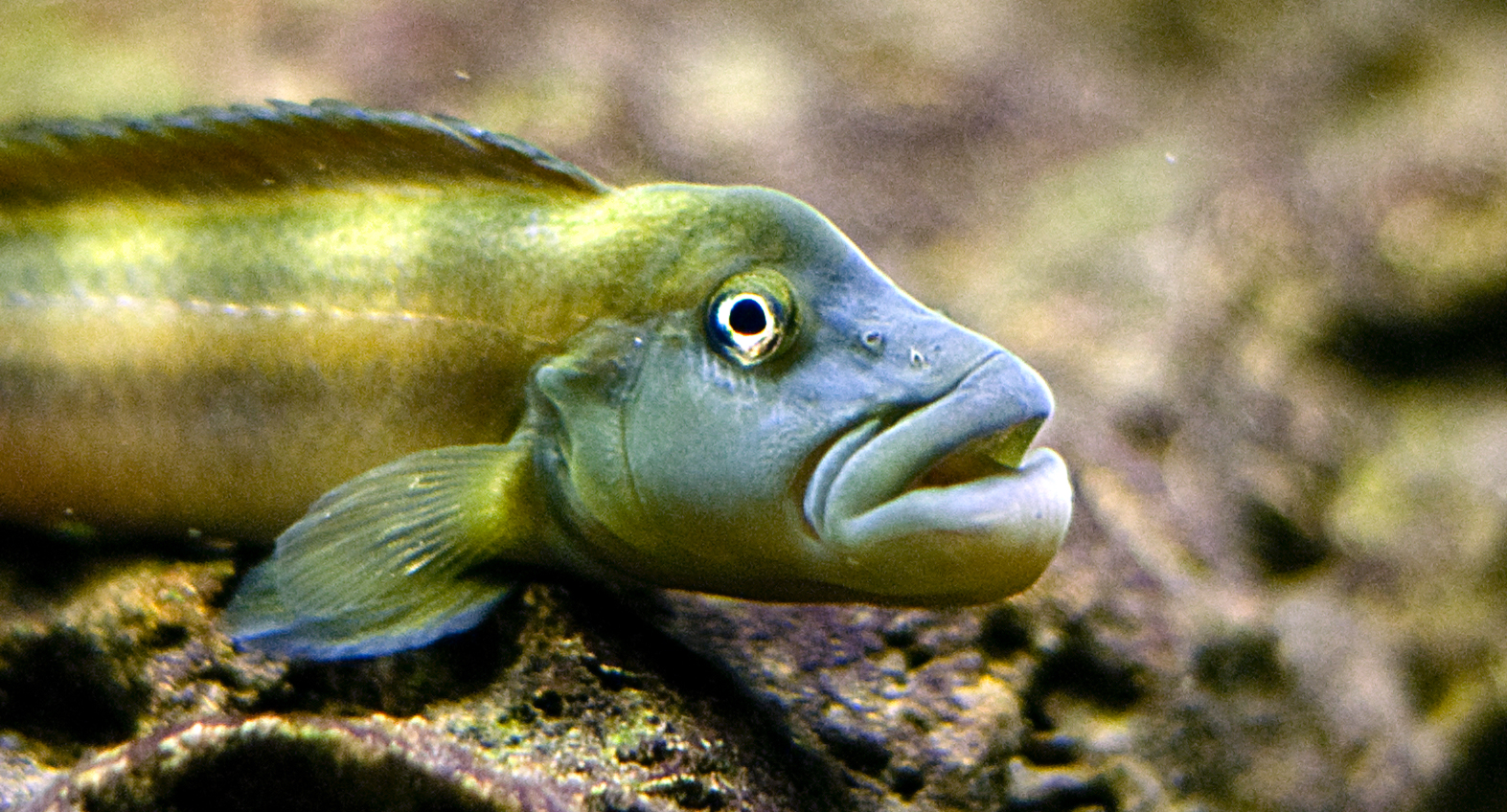
Steatocranus tinanti

Klasyfikacja tilapii jest utrudniona ze względu na ich znaczne zróżnicowanie, duże podobieństwo poszczególnych gatunków oraz relacje międzygatunkowe. W identyfikacji gatunku często pomocne było położenie geograficzne, ale od kilkudziesięciu lat wiele gatunków z tej grupy introdukowano poza obszary ich naturalnego zasięgu. Praktyka ta doprowadziła do hybrydyzacji między gatunkami a pojawienie się hybrydowych form spowodowało, że rozróżnienie gatunków na podstawie cech morfologicznych jest praktycznie niemożliwe.
Tilapiini są uznawane za takson parafiletyczny. Monofiletyzm tej grupy pielęgnic był wielokrotnie kwestionowany. Wiele gatunków i monofiletyczne rodzaje Oreochromis, Stomatepia, Tristramella i Iranocichla są bliżej spokrewnione z rodzajami zaliczanymi do innych plemion, niż z pozostałymi Tilapiini.
Badania molekularne, m.in. Julii Schwarzer i współpracowników potwierdziły postulowaną przez Trewavas zależność rozwoju linii ewolucyjnych pielęgnic od przyjętej strategii rozrodczej oraz rozmieszczenia geograficznego. Potwierdzono parafiletyzm rodzaju Tilapia s. s. i Sarotherodon. Autorzy wykazali, że termin „Tilapiini” nie ma znaczenia w kontekście filogenetycznym, zasygnalizowali konieczność przeprowadzenia rewizji taksonomicznej plemienia, a do czasu jej opublikowania zaproponowali nieformalną klasyfikację.
|  | „Oreochromini”                                                         |
|  |                                                                        |
|  | \| \| „Boreotilapiini” \| \| \| \| \| \| „Austrotilapiini” \| \| \| \| |
|  |                                                                        |
|  | „Boreotilapiini”                                                       |
|  |                                                                        |
|  | „Austrotilapiini”                                                      |
|  |                                                                        |

|  | „Boreotilapiini”  |
|  |                   |
|  | „Austrotilapiini” |
|  |                   |

|  | „Oreochromini”                                                         |
|  |                                                                        |
|  | \| \| „Boreotilapiini” \| \| \| \| \| \| „Austrotilapiini” \| \| \| \| |
|  |                                                                        |
|  | „Boreotilapiini”                                                       |
|  |                                                                        |
|  | „Austrotilapiini”                                                      |
|  |                                                                        |

|  | „Boreotilapiini”  |
|  |                   |
|  | „Austrotilapiini” |
|  |                   |